# Sportåret 1856

## Händelser

### Boxning
- 26 januari — Harry Poulson möter Tom Sayers i Appledore i Kent i England, Storbritannien.  Sayers förbättrar sitt rykte genom att vinna i 109:e ronden.[1]
- 19 maj — Harry Broome försvarar den engelska mästerskapstiteln mot Tom Paddock vid Manningtree. Paddock vinner i 51:a ronden och tar hem titeln.  Broome meddelar att han lägger av.[2]
- 2 oktober — En planerad match mellan Paddock och tidigare mästaren William Perry avbryts då Paddock blivit sjuk. Paddock betalar böter och Perry gör anspråk på den engelska mästerskapstiteln, vilket dock inte erkänns.[2]
- Okänt datum - Då amerikanske mästaren  John Morrissey inte boxas fram till 1858,[3] skiftas fokus till hans kommande motståndare John C. Heenan, känd som "Benicia Boy".[4]

### Cricket
- 26 mars — New South Wales spelar sin första förstklassiga cricketmatch i Melbourne, och slår Victoria.[5]
- Okänt datum - County Championship vinns av Surrey[6].
- Okänt datum - Surrey CCC vinner County Championship [6].

### Lacrosse
- Okänt datum - Montreal Lacrosse Club, den första organiserade lacrosseklubben, bildas i Montréal.

### Rodd
- 15 mars - Universitetet i Cambridge vinner universitetsrodden mot Oxfords universitet.

### Segling
- 26 januari - Segelföreningen i Björneborg grundas.

## Födda
- 2 december - Louis Zutter, schweizisk gymnast (död 1946).